# Murilo Rosa
Murilo Araújo Rosa (Brasilia, 21 de agosto de 1970) es un actor brasileño.

## Vida privada
Se casó con la modelo brasileña Fernanda Tavares, el 28 de julio de 2007, en la Iglesia de Nuestra Señora del Rosario. Con Fernanda tiene dos hijos, Lucas, nacido el 22 de octubre de 2007, en Río de Janeiro y Arthur nacido en 2012.

## Filmografía

### Televisión
| Año  | Título                       | Personaje                  |
| ---- | ---------------------------- | -------------------------- |
| 1994 | 74.5 - Uma Onda no Ar        | C.D.                       |
| 1996 | Antônio Alves, Taxista       | Henrique                   |
| 1996 | Xica da Silva                | Martim Caldeira Brant      |
| 1997 | Mandacaru                    | Teniente Aquiles           |
| 1999 | Chiquinha Gonzaga            | Amadeu                     |
| 1999 | Fuerza del deseo             | Eugênio Cardoso            |
| 2000 | El clavel y la rosa          | Celso de Lucca             |
| 2001 | A Padroeira                  | Diogo Soares Cabral        |
| 2003 | La casa de las siete mujeres | Alfonso Corte Real         |
| 2004 | Um Só Coração                | Frederico Schmidt da Silva |
| 2005 | América                      | Dinho                      |
| 2006 | Bang Bang                    | Josh Lucas                 |
| 2007 | Deseo prohibido              | Miguel                     |
| 2009 | India, una historia de amor  | Lucas Garrido              |
| 2010 | right del destino            | Solano Rangel              |
| 2012 | La guerrera                  | Élcio                      |
| 2018 | Orgulho e Paixão             | Jorge                      |
| 2025 | Belleza fatal                | Dr. Tomás Monteiro         |